# Hexapterella steyermarkii
Hexapterella steyermarkii ist eine mykoheterotrophe (zur Ernährung auf Pilze angewiesene), blattgrünlose Pflanzenart der Gattung Hexapterella aus der Familie der Burmanniaceae.

## Beschreibung
Hexapterella steyermarkii ist eine aufrecht und krautig wachsende Art und erreicht Wuchshöhen zwischen 12 und 21 Zentimetern. Sie betreibt keine Photosynthese, sondern lebt parasitisch von Pilzen und ist zu ihrer Ernährung vollständig von diesen abhängig. Die Blätter sind schmal dreieckig bis dreieckig-eiförmig, 2 bis 4 Millimeter lang und 0,8 bis 2 Millimeter breit.
Die Blütenstängel sind purpurn und meist unverzweigt, nur gelegentlich verzweigen sie sich am Ansatz des Stängels. Der obere Teil des Stängels ist papillös, die Papillen sind rund 0,02 Millimeter lang.
Die Blütenstände sind 8 bis 25 Millimeter lange, gegabelte Wickel mit je 2 bis 6 Blüten oder endständige Einzelblüten. Die Tragblätter sind 1,8 bis 3,5 Millimeter lang und 0,6 bis 1,9 Millimeter breit. Die Blütenstiele sind 2 bis 4 Millimeter, die Blüten 6,5 bis 9,5 Millimeter, die Blütenröhren 2,5 bis 4,9 Millimeter lang. Die Blüten sind weiß bis purpurn. Entlang der Blütenröhre bis zum Fruchtknoten verlaufen sechs Flügel. Der Perianth ist persistent, die Blüten fallen also nach der Bestäubung nicht ab. Anders als bei der Schwesterart Hexapterella gentianoides fehlen die Staubfäden. 
Die Kapselfrüchte sind rund bis schräg breit-elliptisch, 1,5 bis 3,2 Millimeter lang und haben einen Durchmesser von 2 bis 3,5 Millimeter. Die Samen sind braun, unregelmäßig rundlich bis eiförmig, 0,3 bis 0,5 Millimeter lang und 0,2 bis 0,3 Millimeter breit.

## Verbreitung
Hexapterella steyermarkii ist nur in der venezolanischen Region Guayana, im Territorio Federal Amazonas und dem Estado Bolivar beheimatet. Dort findet sie sich an Flüssen oder auf trockenen Felsvorsprüngen in Höhenlagen von 1100 bis 1800 m.

## Etymologie
Der Gattungsname verweist auf die sechs Flügel der Blüte, die Kennzeichen und diagnostisches Merkmal sind, das Epitheton ehrt den amerikanischen Botaniker Julian Steyermark. Die Art wurde 1989 erstbeschrieben.

## Nachweise
- P. J. M. Maas, H. Maas: Hexapterella steyermarkii P. Maas & H. Maas, sp. nov., in: Julian A. Steyermark; Bruce K. Holst (Hrsg.): Flora of the Venezuelan Guayana VII. Contributions to the Flora of the Cerro Aracamuni, Venezuela. In: Annals of the Missouri Botanical Garden. Band 76, Nummer 4, 1989, S. 956–958.